# Milieu extérieur
Pour les articles homonymes, voir Milieu.
En biologie, le milieu extérieur est l'environnement d'un corps ou d'un organisme considéré comme un système ; selon les cas, différents types d'interaction se produisent entre l'organisme et le milieu ou ses variations : transferts de matière comme la respiration ; adaptations internes comme le sommeil ; déplacements ; expansion ou rétraction, etc.